# Trestolone
Trestolone, còn được gọi 7α-methyl-19-nortestosterone (MENT), là một loại thuốc thử nghiệm androgen / đồng hóa (AAS) và thuốc progestogen đang được phát triển để sử dụng tiềm năng như một hình thức kiểm soát sinh sản cho nam giới và liệu pháp thay thế androgen cho mức độ testosterone thấp ở nam giới nhưng chưa bao giờ được bán trên thị trường cho sử dụng y tế. Nó được đưa ra như là một cấy ghép được đặt vào chất béo. Là trestolone axetat, một estrogen androgen và prodrug của trestolone, thuốc cũng có thể được cung cấp bằng cách tiêm bắp.
Tác dụng phụ của trestolone bao gồm nồng độ estrogen thấp và các triệu chứng liên quan như giảm chức năng tình dục và giảm mật độ khoáng xương trong số những người khác. Trestolone là AAS, và do đó là chất chủ vận của thụ thể androgen, mục tiêu sinh học của androgen như testosterone. Nó cũng là một proestin, hoặc một proestogen tổng hợp, và do đó là một chất chủ vận của thụ thể progesterone, mục tiêu sinh học của proestogen như progesterone. Do hoạt động androgenic và proestogen của nó, trestolone có tác dụng antigonadotropic. Những tác động này dẫn đến việc ức chế sản xuất tinh trùng có thể đảo ngược và chịu trách nhiệm về tác dụng tránh thai của trestolone ở nam giới. Thuốc có hoạt tính estrogen yếu.
Trestolone được mô tả lần đầu tiên vào năm 1963. Sau đó, nó đã không được nghiên cứu lại cho đến năm 1990. Sự phát triển của trestolone cho sử dụng lâm sàng tiềm năng bắt đầu từ năm 1993 và tiếp tục sau đó. Không có sự phát triển bổ sung nào được thực hiện kể từ năm 2013. Thuốc được phát triển bởi Hội đồng Dân số, một tổ chức phi chính phủ, phi lợi nhuận dành riêng cho sức khỏe sinh sản.

## Sử dụng trong y tế
Trestolone là một loại thuốc thử nghiệm và hiện không được chấp thuận cho sử dụng y tế. Nó đã được phát triển để sử dụng tiềm năng như một biện pháp tránh thai nội tiết tố nam và trong liệu pháp thay thế androgen cho nồng độ testosterone thấp. Thuốc đã được nghiên cứu và phát triển để sử dụng như là một cấy ghép dưới da. Một ester androgen và prodrug của trestolone, trestolone axetat, cũng đã được phát triển, để sử dụng thông qua tiêm bắp.

## Tác dụng phụ
Trestolone có thể gây rối loạn chức năng tình dục (ví dụ, giảm ham muốn tình dục, giảm chức năng cương dương) và giảm mật độ khoáng xương do thiếu hụt estrogen.

## Dược lý

### Dược lực học
Là một AAS, trestolone là một chất chủ vận của thụ thể androgen (AR), tương tự như androgen như testosterone và dihydrotestosterone (DHT). Trestolone không phải là chất nền cho 5α-reductase và do đó không được tăng cường hoặc bất hoạt trong các mô được gọi là "androgenic" như da, nang lông và tuyến tiền liệt. Như vậy, nó có tỷ lệ đồng hóa cao với hoạt động androgenic, tương tự như các dẫn xuất nandrolone khác. Trestolone là chất nền cho aromatase và do đó tạo ra estrogen 7α-methylestradiol dưới dạng chất chuyển hóa. Tuy nhiên, trestolone chỉ có hoạt tính estrogen yếu và một lượng dường như không đủ cho mục đích thay thế, bằng chứng là mật độ khoáng xương giảm ở nam giới được điều trị bằng thuốc hạ đường huyết. Trestolone cũng có hiệu nghiệm với progestogen hoạt động. Cả hoạt động androgenic và proestogen của trestolone được cho là có liên quan đến hoạt động antigonadotropic của nó.
| Hợp chất | PR        | AR           | ER   | GR  | MR  | SHBG | CBG |
| --- | --------- | ------------ | ---- | --- | --- | ---- | --- |
| Nandrolone | 20        | 154 Tiếng155 | <0,1 | 0,5 | 1.6 | 1    | ?   |
| Trestolone | 50 trận75 | 100 trận125  | ?    | <1  | ?   | ?    | ?   |
| 7α-Methylestradiol | 1 Lốc3    | 15 Cung25    | 101  | <1  | <1  | ?    | ?   |
| Giá trị là tỷ lệ phần trăm (%). Các phối tử tham chiếu (100%) là progesterone cho PR, testosterone cho AR, E2 cho ER, DEXA cho GR, aldosterone cho MR, DHT cho SHBG và cortisol cho CBG. |           |              |      |     |     |      |     |

#### Cơ chế hoạt động
Tinh trùng được sản xuất trong tinh hoàn của con đực trong một quá trình gọi là sinh tinh. Để khiến một người đàn ông vô sinh, một phương pháp tránh thai nam dựa trên hormone phải ngăn chặn sự sinh tinh trùng bằng cách làm gián đoạn sự phóng thích của gonadotropin từ tuyến yên. Ngay cả ở nồng độ thấp, trestolone là chất ức chế mạnh sự giải phóng các gonadotropin, hormone luteinizing (LH) và hormone kích thích nang trứng (FSH). Để sự sinh tinh trùng xảy ra ở tinh hoàn, phải có cả FSH và testosterone. Bằng cách ức chế giải phóng FSH, trestolone tạo ra một môi trường nội tiết trong đó điều kiện sinh tinh không lý tưởng. Sản xuất tinh trùng bị suy yếu hơn nữa do sự ức chế LH, từ đó làm giảm đáng kể việc sản xuất testosterone. Đủ liều thường xuyên của trestolone gây ra oligozoospermia hoặc azoospermia nặng, và do đó vô sinh, ở hầu hết nam giới. Vô sinh do trestolone gây ra đã được tìm thấy có thể hồi phục nhanh chóng khi ngừng thuốc.
Khi phóng thích LH bị ức chế, lượng testosterone được tạo ra trong tinh hoàn sẽ giảm đáng kể. Do chất lượng ức chế gonadotropin của trestolone, nồng độ testosterone trong huyết thanh giảm mạnh ở nam giới được điều trị với đủ lượng thuốc. Testosterone là hormone chính chịu trách nhiệm duy trì các đặc điểm giới tính thứ cấp của nam giới. Thông thường, nồng độ testosterone không đầy đủ gây ra các tác dụng không mong muốn, chẳng hạn như mệt mỏi, mất khối lượng cơ xương, giảm ham muốn và tăng cân. Tuy nhiên, tính chất androgenic và đồng hóa của trestolone phần lớn cải thiện vấn đề này. Về cơ bản, trestolone thay thế vai trò của testosterone là nội tiết tố nam chính trong cơ thể.

### Dược động học
Các đặc tính dược động học của trestolone, chẳng hạn như sinh khả dụng đường uống kém và thời gian bán thải ngắn, làm cho nó không phù hợp để uống hoặc tiêm bắp dài hạn. Do đó, trestolone phải được tiêm tĩnh mạch thông qua một lộ trình khác và thực tế hơn như cấy ghép dưới da, miếng dán xuyên da hoặc gel bôi ngoài da. Trestolone axetat, một tiền chất của trestolone, có thể được dùng qua đường tiêm bắp.

## Hóa học
Trestolone, còn được gọi là 7α-methyl-19-nortestosterone (MENT) hoặc 7α-methylestr-4-en-17β-ol-3-one, là một steroid estrane tổng hợp và là một dẫn xuất của nandrolone (19-nortestosterone). Nó là một sửa đổi của nandrolone với một nhóm methyl ở vị trí C7α. AAS liên quan chặt chẽ bao gồm 7α-methyl-19-norandrostenedione (ment dione, trestione) (một prohormone androgen của trestolone) và dimethandrolone (7α, 11β-dimethyl-19-nortestosterone) (các C11β methyl hóa phái sinh của trestolone), cũng như mibolerone (7α, 17α-dimethyl-19-nortestosterone) và dimethyltrienolone (7α, 17α-dimethyl-δ 9,11 -19-nortestosterone). Các progestin tibolone (7α-methyl-17α-ethynyl-δ 5 (10) -19-nortestosterone) cũng liên quan chặt chẽ với trestolone.

## Lịch sử
Trestolone được mô tả lần đầu tiên vào năm 1963. Tuy nhiên, sau đó nó không được nghiên cứu lại cho đến năm 1990. Sự phát triển của trestolone để sử dụng tiềm năng trong ngừa thai nội tiết tố nam và liệu pháp thay thế androgen đã được bắt đầu vào năm 1993, và tiếp tục sau đó. Không có sự phát triển bổ sung nào được thực hiện kể từ năm 2013. Trestolone được phát triển bởi Hội đồng Dân số, một tổ chức phi chính phủ, phi lợi nhuận dành riêng cho sức khỏe sinh sản..

## Xã hội và văn hoá

### Tên gốc
Trestolone là tên gốc của thuốc và INN của nó. Nó cũng thường được gọi là 7α-methyl-19-nortestosterone (MENT).